# Przetacznik alpejski
Przetacznik alpejski (Veronica alpina L.) – gatunek rośliny należący do rodziny babkowatych. Gatunek arktyczno-alpejski. Występuje w Ameryce Północnej, Azji i Europie, w tym także na Islandii i Grenlandii. W Polsce spotykany w Tatrach (dość często), Karkonoszach i w Gorcach.

## Morfologia

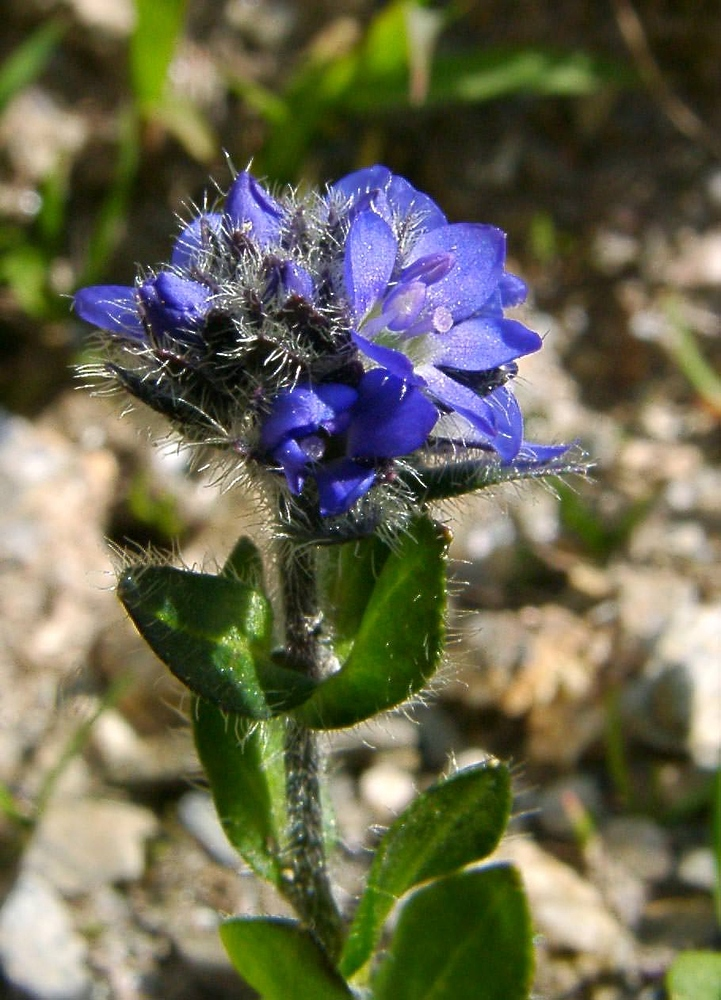
Kwiaty

PokrójTworzy niskie, luźne darnie.
ŁodygaProsta, wzniesiona lub podnosząca się, o wysokości 5-15(25) cm. Jest górą, a czasami również dołem odstająco owłosiona. Jest ulistniona na całej wysokości. Roślina ma nadziemne długie i cienkie kłącze oraz pełzające rozłogi.
LiścieUlistnienie nakrzyżległe. Liście jajowate lub eliptyczne, tępe lub słabo tylko zaostrzone. Są siedzące, mają całobrzegą, lub słabo karbowaną blaszkę i są nagie lub rzadko owłosione (górne bywają czasami silnie owłosione).
KwiatyZebrane w krótki i zbity kwiatostan na szczycie łodygi. Kwiaty nieliczne, ciemnoniebieskie, o średnicy 5-7 mm i wąskoeliptycznych działkach.
OwocOwłosiona torebka ok. dwukrotnie dłuższa od kielicha. Jest płaska, siniejąca, odwrotnie jajowatoeliptyczna i pęka na szczycie. Zawiera liczne, drobne nasiona.

## Biologia i ekologia
- Bylina, Hemikryptofit. Kwitnie od czerwca do lipca, zapylana jest przeważnie przez owady.
- Siedlisko: porasta obrzeża wyleżysk, skały, żwirki, murawy naskalne, rośnie wzdłuż potoków. Występuje od regla dolnego po piętro halne, główny obszar jej występowania w Tatrach to trzy najwyższe piętra roślinności. Gatunek arktyczno-alpejski, oreofit. Występuje zarówno na podłożu wapiennym, jak i niewapiennym.
- W klasyfikacji zbiorowisk roślinnych gatunek charakterystyczny dla klasy Salicetea herbaceae[4].